# Stara Zagość
Stara Zagość – wieś w Polsce położona w województwie świętokrzyskim, w powiecie pińczowskim, w gminie Pińczów. Leży nad rzeką Nidą, ok. 9 km od Pińczowa.

## Historia Zagości
Zagość jako osada otwarta powstała pomiędzy przełomem VIII i IX w. a X w. W 1784 r. wieś administracyjnie należała do powiatu wiślickiego w województwie sandomierskim. W tym czasie była własnością starosty zagojskiego Feliksa Łubieńskiego. W 1827 r. nadal należała do powiatu stopnickiego w województwie krakowskim, ale wchodziła już w skład własności „rządowej”, czyli należała do skarbu państwa i liczyła 64 domy i 369 mieszkańców. Do 1954 roku siedziba gminy Zagość. W latach 1975–1998 miejscowość administracyjnie należała do województwa kieleckiego. 
w 1797 urodził się tutaj Józef Łubieński.

## Kościół św. Jana Chrzciciela
Zagość stanowiła pierwszą siedzibę joannitów w Polsce. Sprowadził ich tutaj Henryk Sandomierski, najprawdopodobniej pomiędzy swą wyprawą do Ziemi świętej, która miała miejsce w latach 1154-1155, a tragiczną w skutkach krucjatą przeciwko Prusom w 1166 r. Wówczas też z pewnością powstał kościół romański, którego pozostałości murów odkryto w bryle obecnego kościoła w latach 60. XX w., oraz szpital (którego pozostałości nie odnaleziono, choć być może jeszcze w XIX w. istniały resztki tej budowli). Joannici nie przetrwali tu jednak długo – ok. roku 1317 dobra biskupa kujawskiego Gerwarda zostały najechane przez joannitów z komandorii w Lubiszewie. W procesie o ten czyn w roku 1321 nakazano oddanie biskupowi przez joannitów jako odszkodowanie kilku ich majątków, w tym Zagości.

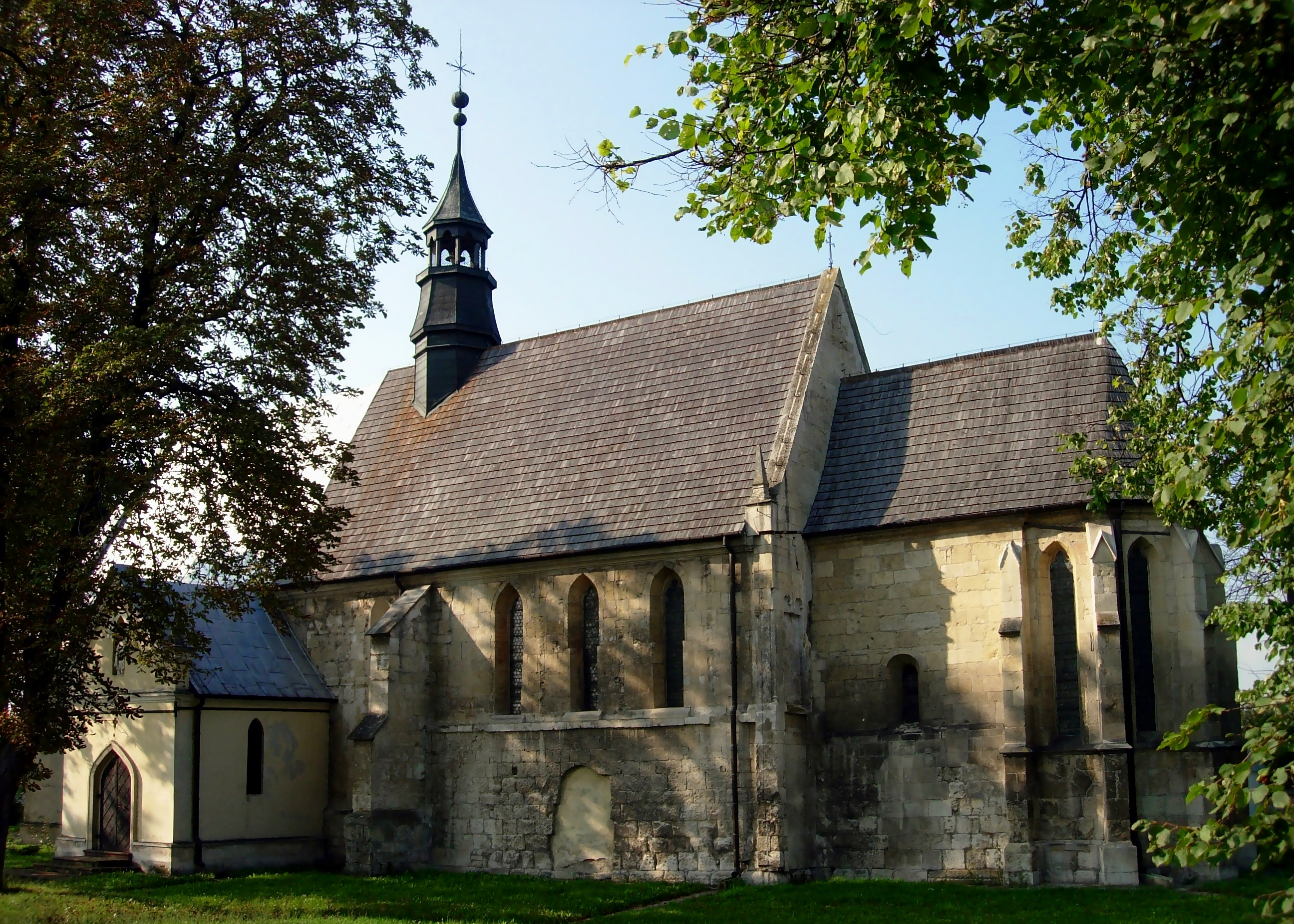
Kościół św. Jana Chrzciciela

Obecny wygląd kościół otrzymał w czasach Kazimierza Wielkiego, ok. 1353 r. – nadano mu wówczas formę gotycką, przedłużono zarówno nawę, jak i prezbiterium, postawiono zakrystię, podniesiono strop w nawie, podwyższono okna. Jan Długosz zalicza go do grupy kościołów ekspiacyjnych wielkiego króla, tj. postawionych w ramach pokuty za uśmiercenie kanonika Marcina Baryczki. Kościół został zniszczony podczas potopu przez wojska Rakoczego, odnowiony i rekonsekrowany w 1667 r. W latach 1900–1901 został powiększony.
Kościół nosi wezwanie św. Jana Chrzciciela, jest orientowany i murowany z ciosu. Jest jednonawowy, z dwuprzęsłowym prezbiterium, zamkniętym wielobocznie. Nawa jest szersza od prezbiterium, pokryta drewnianym stropem, na początku XX w. została przedłużona w kierunku zachodnim. Prezbiterium posiada sklepienie krzyżowo-żebrowe, w którego zworniku znajduje się piastowski orzeł. Do nawy przylegają od północy kaplica, a od południa kruchta, obie pochodzą z czasów przebudowy na przełomie XIX i XX w.
Wiele elementów dekoracji nosi znamiona stylu romańskiego i pochodzi z pierwotnego kościoła joannickiego. Najciekawsza zaś jest dekoracja rzeźbiarska zachowana w części północno-wschodniej zewnętrznej ściany nawy – wnęki arkad fryzu wypełniają płaskorzeźby zoomorficzne, które przedstawiają dwa rodzaje syren lub syrenę oraz trytona. Także sposób podziału ścian – poziomego gzymsami i pionowego półkolumienkami lub arkadami z fryzem nie ma analogii w tym okresie w Polsce.
W przyziemiu północnej ściany nawy znajduje się cios z rytym przedstawieniem kościoła – można przypuszczać, że przedstawia ono kościół joannicki – co oznaczałoby, że posiadał on wówczas wieżę od zachodu.
Kościół został wpisany do rejestru zabytków nieruchomych (nr rej.: A.663 z 15.01.1957 i z 21.02.1966).